# Tung Chee-hwa
Tung Chee-hwa (chino tradicional: 董建華, chino simplificado: 董建华, pinyin: Dǒng Jiànhuá), (Zhoushan, provincia de Zhejiang, 7 de julio de 1937), político de la Región Administrativa Especial de Hong Kong de la República Popular China. Mantuvo el cargo de Jefe Ejecutivo de Hong Kong desde el paso del territorio a soberanía china el 1 de julio de 1997 hasta que el Gobierno chino aceptó su dimisión el 12 de marzo de 2005.
Se suele decir que nació en Shanghái, aunque fuentes chinas citan la localidad cercana de Zhoushan, en la provincia de Zhejiang, como su lugar de nacimiento. La transcripción de su nombre al alfabeto latino que utiliza está basada precisamente en el dialecto shanghaiés.
Su padre, Tung Chao Yung, fue un empresario naviero que emigró a Hong Kong con su familia al fundarse el régimen comunista en China en 1949. Tung Chee-hwa heredó el negocio familiar, que pasó por una crisis profunda de la que se recuperó gracias a las ayudas procedentes de la China continental en forma de contratos para su empresa. Existe una idea bastante generalizada de que las ayudas que el régimen comunista prestó a Tung llevaron a éste, a pesar de que su familia había sido simpatizante del Kuomintang, a desarrollar buenas relaciones con altos cargos del régimen chino. Estas relaciones convirtieron a Tung Chee-hwa en el hombre respaldado por los dirigentes chinos para dirigir la Región Administrativa Especial de Hong Kong. A principios de 1997, en una elección celebrada en la ciudad vecina de Shenzhen, con tan solo 400 votantes representativos de diferentes sectores sociales y empresariales de Hong Kong, fue elegido para el cargo.
Al principio de su mandato, Tung parecía gozar de bastante popularidad, pero ésta decayó debido en gran medida a la crisis económica que atravesó Hong Kong a finales de los años 90. Sus detractores lo acusaron con frecuencia de estar al dictado del Gobierno central chino. Su creciente impopularidad lo llevó a presentar su dimisión el 10 de marzo de 2005. Dos días después, el Gobierno chino aceptaba su dimisión, y su cargo pasaba, de manera provisional, al hasta entonces vicejefe ejecutivo, Donald Tsang.